# Csöves mogyoró

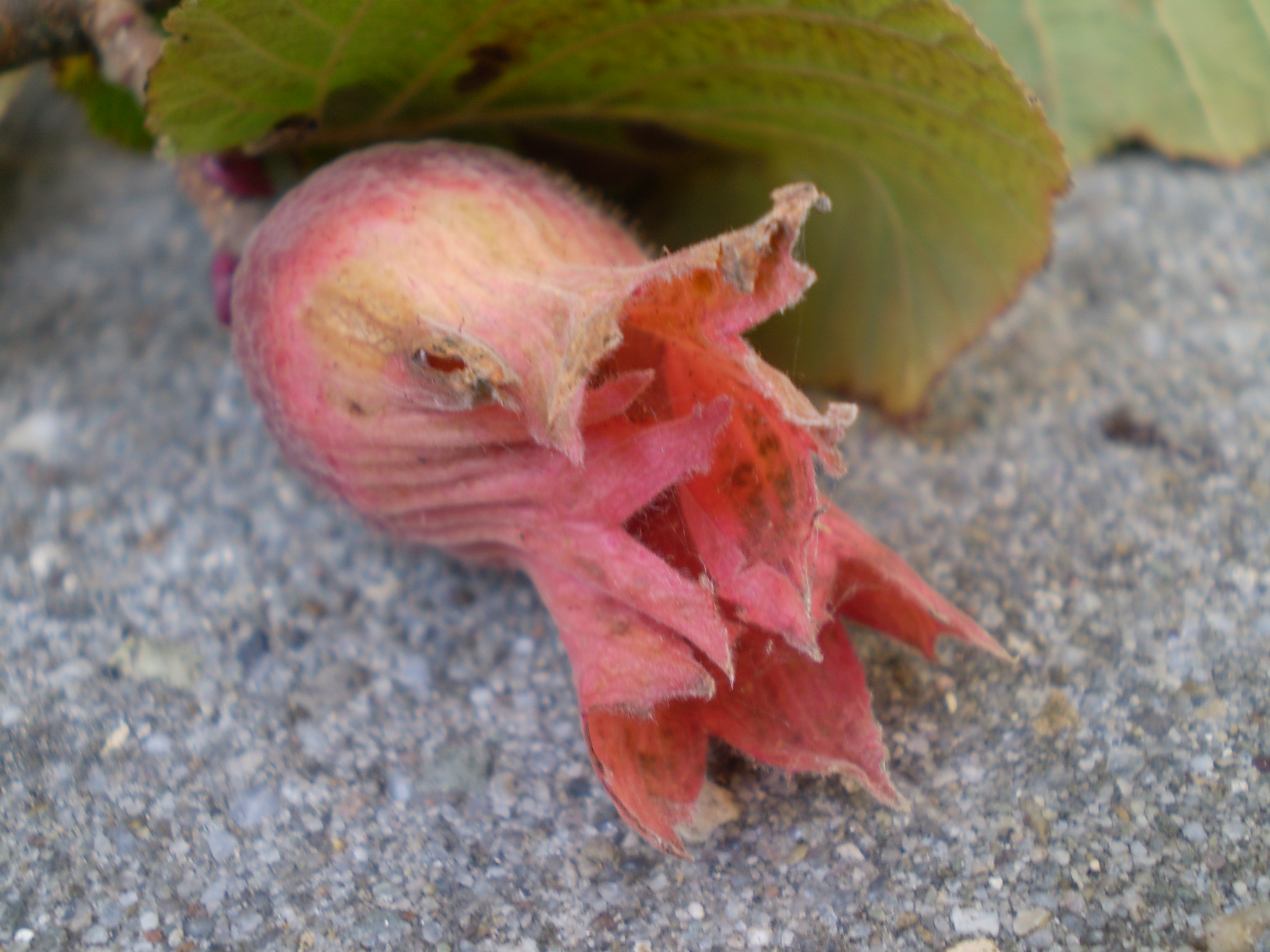
A Corylus maxima' Purpurea' makktermése

A csöves mogyoró (Corylus maxima) a nyírfafélék (Betulaceae) családjába tartozó cserje termetű növényfaj. Délkelet-Európában és Kis-Ázsiában őshonos.

## Megjelenése
Lombhullató, 5–6 m magasra növő cserje. Levelei tojásdadok, 5–12 cm hosszúak, 4–10 cm szélesek, szélük kétszeresen fogazott. Virágzata tavasz elején nyíló szélporozta barka. Termése makk, amelyen a kupacs kétszer hosszabb, és a vége csőszerűen összeszűkül.

## Felhasználása
Több dísznövénynek nemesített fajtája van, ezek közül legismertebb a Corylus maxima 'Purpurea' , ismert nevén vérmogyoró. Ennek a levelei, és tavasszal megjelenő barkái is vörösek. A közönséges mogyorónál igényesebb. Napos helyre ajánlott ültetni, ellenkező esetben visszazöldül.